# 9 × 23 mm Bergmann-Bayard
Die 9 × 23 mm Bergmann-Bayard (auch 9 mm Largo oder 9 mm Bergmann-Bayard Long) ist eine Pistolenpatrone, die zwischen 1903 und 1907 von Theodor Bergmann für Selbstladepistolen entwickelt wurde.

## Geschichte
Die Patrone wurde mit der Bergmann-Bayard-Pistole M1908 in Belgien und Dänemark (M1910/1921) sowie in Spanien (M1903) Ordonnanz. In der Folge wurden hauptsächlich in Spanien viele weitere Waffen in dem dort 9 mm Largo genannten Kaliber entworfen und produziert. Belgien und Dänemark nutzten die Patrone bis etwa 1946 im Militärdienst. Sie ist in Europa und besonders in Spanien bis in das 21. Jahrhundert in Verwendung. In den USA ist sie lediglich als Importmunition bekannt.

## Entwicklung
Die Grundlage der 9 × 23 mm Bergmann-Bayard bildete die Patrone Bergmann Nr. 6, die Bergmann für seine Mars-Pistole Modell 1903 entworfen hatte. Etwa 1905 verkaufte Bergmann die Konstruktion an die belgische Anciens Établissements Pieper, die die Waffe weiterentwickelten und der Patrone ihre endgültige Spezifikation gaben. Dies betraf die Gesamtlänge durch das tiefer eingesetzte Geschoss und die Geschossbefestigung.
Die Leistungsdaten gleichen der der 9 × 19 mm Parabellum.
Unterschiede zu der sehr ähnlichen 9 × 23 mm Steyr sind die andere Geschossform und höhere Geschossmasse.

## Synonyme Bezeichnungen
Für die 9 × 23 mm Bergmann-Bayard existieren etliche unterschiedliche Bezeichnungen:
- 9 mm Bergmann-Bayard
- 9 mm Bergmann-Bayard Long[3]
- 9 mm Bayard
- 9 mm Bergmann 1910/21
- 9 mm Largo
- 9 mm Campo Giro
- 9 mm dänische Pistolenp.
- 9 mm Star Auto-Pistol
- 9 mm Astra M. 1921
- DWM 456 B, DWM 456 C

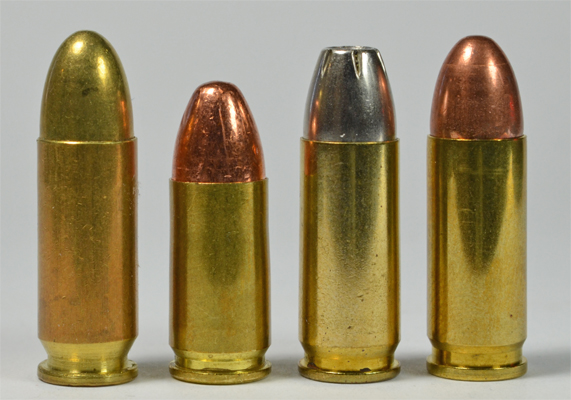
Von links nach rechts: 9 × 23 mm Bergmann-Bayard, 9 × 19 mm, 9 × 23 mm Winchester, 9 × 23 mm Steyr
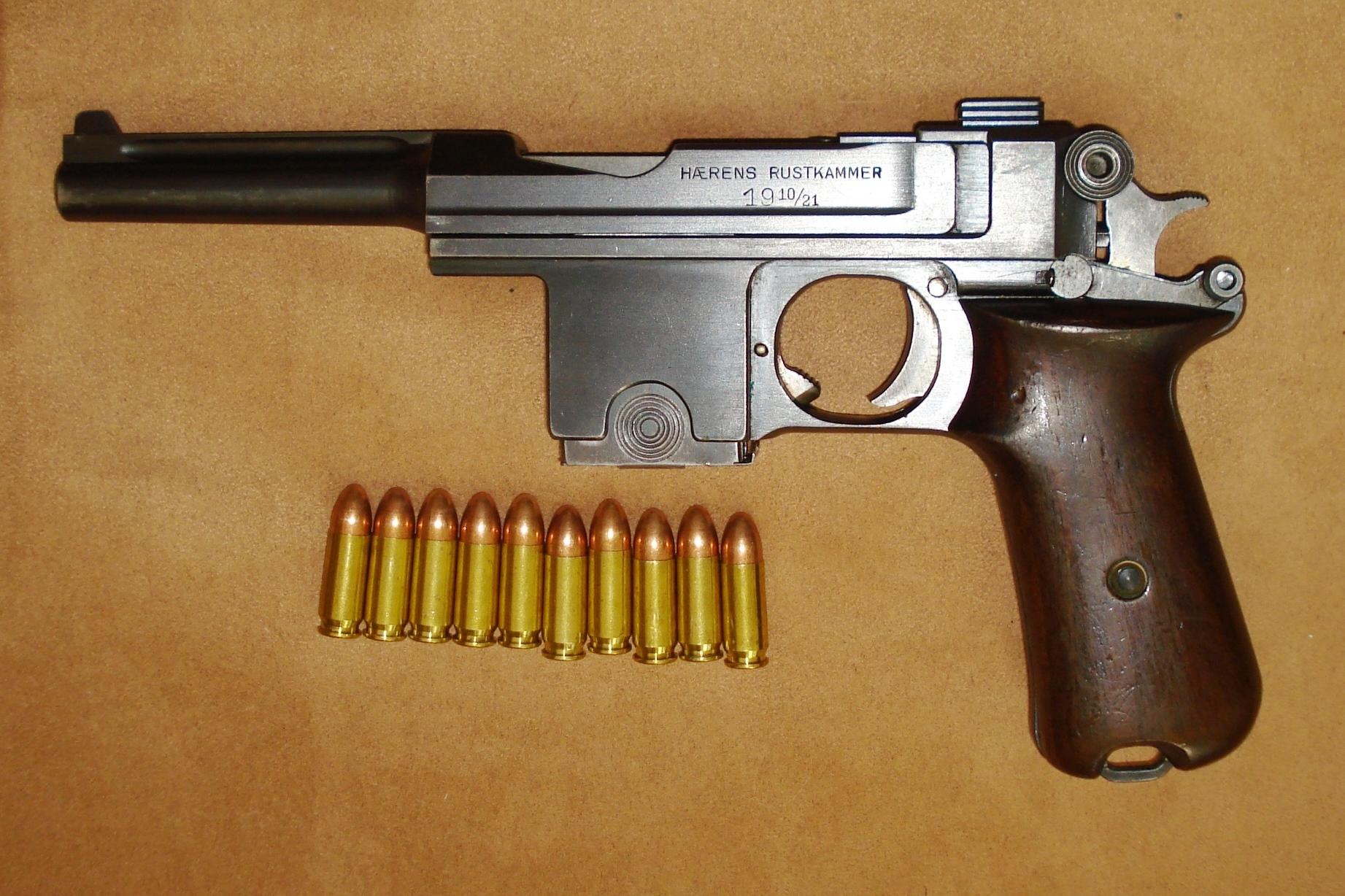
Dänische M1910/21 mit 10 einzelnen Patronen

## Waffen im Kaliber 9 × 23 mm Bergmann-Bayard (Auswahl)

### Pistolen
- Bergmann Mars M1903
- Bergmann-Bayard-Pistole M1908
- Astra 400
- Astra 903F
- Star M1920A, M1921A, M1922A

### Maschinenpistolen
- spanischer Nachbau und belgische Lizenzfertigung der MP28
- spanischer Nachbau der Erma EMP
- MP35
- Star M1932, M1935, M1938
- Star Z45